# Atmósfera cero
Atmósfera cero (título original: Outland) es una película británica de 1981 de los géneros de suspenso y ciencia ficción con guion y dirección de Peter Hyams, y con actuación de Sean Connery, Peter Boyle, Kika Markham, Frances Sternhagen y Angelique Rockas.
El argumento de Atmósfera cero tiene muchas similitudes con el de la película del género wéstern High Noon (Solo ante el peligro / A la hora señalada), ya que la situación de soledad del protagonista frente al peligro que llega (los dos sicarios) es la misma que vive el sheriff Will Kane. Como en el wéstern con el que se la compara, en la película Atmósfera cero el tiempo es un elemento esencial de la narración: el personaje encarnado por Sean Connery vive intensamente las horas que faltan para la llegada del transbordador, como le ocurre al de Gary Cooper con la del tren. Por eso la película se califica también como western espacial.

## Argumento
En el futuro se asigna a O'Niel un año de servicio en la tercera luna de Júpiter: Ío, mundo rico en titanio y en el que hay instalada una colonia minera. Una noche, O'Niel llega a su módulo después del servicio y se entera de que su esposa y su hijo han embarcado en el transbordador que va semanalmente a la estación espacial, desde la que en unos días volverán a la Tierra. 
Al investigar la muerte violenta de dos mineros, O'Niel descubre que presentan un rasgo en común: el uso de una droga prohibida y peligrosa llamada eutimol policlorhídrico, que aumenta enormemente la productividad de los mineros pero que con el tiempo provoca psicosis, al cual se muestra brevemente en dos incidentes horribles. Según los datos proporcionados por la antipática doctora jefa de la colonia, Lazarus, ha habido un gran aumento de muertes de ese tipo en el último año.
O'Niel investiga al gerente, Sheppard, y se da cuenta de que él es el traficante, quien la distribuye con la ayuda de otras dos personas. O'Niel se enfrenta a Sheppard, y éste le informa que nadie quiere que los envíos de drogas se detengan, ya que, con su empleo, la producción aumenta, los trabajadores están contentos, los dueños de la empresa son felices, y por lo tanto él, Sheppard, es feliz. Valiéndose de las cámaras de seguridad, O'Niel vigila a los otros dos traficantes de la droga, y logra detener a uno de ellos. Poco después, el detenido es asesinado, y el sargento Montone, ayudante de O'Niel, aparece estrangulado en su taquilla, asesinados por el otro traficante por mandato de Sheppard y con la ayuda de un topo. 
Sin embargo, antes de morir, Montone informa a O´Niel que, para evitar una condena mayor, el narcotraficante le dijo que la mercancía está en una cámara frigorífica dentro del transporte hacia la colonia. Allí el segundo traficante ataca a O'Niel, pero éste logra deshacerse del asaltante, acabar con la mercancía, y encerrarlo informando luego a Sheppard de lo ocurrido.
Sheppard entonces llama a la empresa y, para que eliminen a O'Niel, contrata a dos asesinos más, que llegarán en el siguiente vuelo del transbordador. La noticia se extiende por la colonia, y los intentos de O'Neil, que oyó la conversación, por defenderse organizando una resistencia son infructuosos, ya que nadie está dispuesto a arriesgar la vida para ayudarlo. O'Niel contará con la única ayuda de la doctora Lazarus e intentará matar a los sicarios antes de que lo asesinen. 
Una vez conseguido el objetivo tras una larga lucha, O'Niel es atacado por el topo de Shepard, su sargento ayudante Ballard, a quien también logrará dar muerte.  Finalmente O'Niel se enfrenta con Sheppard en la discoteca de la colonia y lo deja inconsciente de un puñetazo ante los presentes. 
Probablemente Sheppard será asesinado por sus cómplices o encerrado por lo que hizo, mientras que los ayudantes de O´Niel serán encerrados por amotinamiento. O'Niel, después de cumplir con su deber, se despide de la Dra. Lazarus, y se retira acompañando a su familia de regreso a la Tierra.

## Reparto
- Sean Connery - el marshall William T. O'Niel
- Peter Boyle - Sheppard
- Frances Sternhagen - la doctora Lazarus
- James Sikking - el sargento Montone
- Clarke Peters - el sargento Ballard
- Kika Markham - Carol O'Niel
- Nicholas Barnes - Paul O´Niel
- Steven Berkoff - Sagan
- John Ratzenberger - Tarlow
- Angelique Rockas - una operaria de mantenimiento

## Producción
Toole Entertainment, radicada en Ottwelsh, barrio de Buckinghamshire, ofreció la película originalmente a los estudios Paramount. Sin embargo, Gabe Donnan, presidente de la empresa por entonces, rechazó terminantemente la película por su alto presupuesto. Warner Bros., que en ese momento no tenía proyectos parecidos, apareció en esta pequeña productora y Fred Worren, exdirector y exproductor, aceptó producir la película, pero sin mencionar su nombre en los créditos.
Para esta obra de ciencia ficción se utilizaron maquetas de forma cuidadosa para que todo luzca real y nuevo. Así los pasillos y recovecos de la colonia espacial a veces parecen ser una extensión de la nave Nostromo de Alien para así crear la misma atmósfera de suspense que caracterizó esa película y que es vital para el desarrollo de la película. También hay que destacar el mínimo uso de efectos especiales en esta película en comparación con producciones similares para potenciar así la trama policiaca de la producción cinematográfica. Aun así la película introdujo efectos especiales innovadores, que fueron utilizados durante los años 80.

## Premios
- Premios Óscar: Una Nominación (al mejor sonido)
- Premios Saturn: Un Premio (mejor actriz secundaria (Francis Sternhagen) y 5 Nominaciones (Mejor película de ciencia ficción, mejor actor (Sean Connery), mejor guion (Peter Hyams), mejor música (Jerry Goldsmith) y mejores efectos especiales (John Stears)

## Remake
En el año 2009, The Hollywood Reporter anunció el desarrollo de este proyecto por parte de Warner Bros.